# 萩尾瞳
萩尾 瞳（はぎお ひとみ、1949年3月13日 -  ）は、映画・演劇・ミュージカル評論家。

## 人物・来歴
福岡県生まれ。同志社大学文学部英文科卒業。日本映画ペンクラブ、国際演劇批評家協会会員。
1971年、西日本新聞社（編集局）入社、経済部、社会部記者歴任。1978年西日本新聞社退社、フリーの映画・演劇評論家となる。
月刊ミュージカル誌、キネマ旬報、読売新聞などに連載を持ち、読売演劇大賞選考委員の顔も持つ。2002年から2010年まで早稲田大学第二文学部非常勤講師。2012年から昭和音楽大学非常勤講師。

## 著書

### 単著
- 『第二の人生 定年からの出発』（ダイナミックセラーズ、1985年）
- 『「レ・ミゼラブル」の100人』（キネマ旬報社、1997年）
- 『ミュージカルに連れてって!』（青弓社、2000年）
- 『プロが選んだはじめてのミュージカル映画 萩尾瞳ベストセレクション50』（小藤田千栄子・中島薫・村岡裕司・山内佳寿子と監修、近代映画社、2008年）

### 共編著・監修
- 『永遠なる愛の名作映画 恋人たちのための10章』（構成・文、SCREEN特編版、近代映画社、1991年）
- 『華麗なるミュージカルの世界 映画で見るか舞台で見るか』（監修、近代映画社、2005年）